# جماعة مبادرة دعم السلام وحقوق الإنسان
تعد جماعة مبادرة دعم السلام وحقوق الإنسان (Initiative for Peace and Human Rights) (بالألمانية: Initiative für Frieden und Menschenrechte)‏ الجماعة المعارضة الأقدم في ألمانيا الشرقية. تأسست هذه الجماعة في بداية عام 1986، وكانت مستقلة عن الكنائس والدولة. وفي فبراير 1990، اندمجت مع جماعتي المنتدى الجديد والديمقراطية الآن لتكوين تحالف 90.
ومن الأشخاص الذين شاركوا في جماعة مبادرة دعم السلام وحقوق الإنسان باربل بوهلي وألريكه بوب وإبراهيم بوهم.

## وصلات خارجية
- Initiative for Peace and Human Rights from chronik der wende